# Plougonven

Plougonven este o comună în departamentul Finistère, Franța. În 1 ianuarie 2022 avea o populație de 3.398 de locuitori.